# Милан — Сан-Ремо 1948
39-й выпуск  Милан — Сан-Ремо — шоссейной однодневной велогонки по дорогам Италии. Гонка прошла 19 марта 1948 года в рамках Вызова Дегранж-Коломбо 1948. Победу одержал итальянский велогонщик Фаусто Коппи.

## Участники
Из 174 стартовавших гонщика до финиша добрались только 72.

## Маршрут
Старт гонки по традиции был в Милане, а финиш в Сан-Ремо. Гонщикам предстояло преодолеть один категорийный подъём — Пассо дель Туркино (протяжённость 3,7 км, градиент средний 3,7 % и максимальный 8 %). Протяжённость дистанции составила чуть больше 290 км.

## Ход гонки
Погода в день гонки была солнечной. Старт состоялся в 08:47. Со старта в отрыв ушли два гонщика: Луиджи Мутти (Luigi Mutti) и Ренцо Дзанацци (Renzo Zanazzi). Двойка отрыва надеялась на медленный пелотон, но основная группа взвинтила темп и отрыв был поглощён. На этом активность не прекратилась, и через некоторое время в атаку устремились Фиоренцо Маньи (Fiorenzo Magni) и Антонио Бевилаккуа (Antonio Bevilacqua). Позже к ним переложился Мутти. За 220 километров до финиша, на Вогера (Voghera), пелотон снова показал свою силу и поглотил отрыв.
За Тортоной (Tortona) в отрыв устремилась более многочисленная группа гонщиков: Эмиль Дио (Emile Diot), Элио Берточчи (Elio Bertocchi), Бернар Готье (Bernard Gauthier), Эджидио Ферульо (Egidio Feruglio), Джильдо Монари (Gildo Monari), Ренцо Дзанацци (Renzo Zanazzi), Адольфо Леони (Adolfo Leoni) и Марио Де Бенедетти (Mario De Benedetti). Атака произошла за 202 километра до финиша, и на контрольной отсечке через 10 километров в Нови (Novi), преимущество отрыва над основной группой было 2 минуты. Далее группа отрыва стала уменьшаться из-за проколов и преодоления подъёма.
За 131 километр до финиша после спуска с Вольтри (Voltri) снова формируется группа лидеров. Это Витторио Седжецци (Vittorio Seghezzi), Серджио Маджини (Sergio Maggini), Джино Шиардис (Gino Sciardis), Джордано Коттур (Giordano Cottur), Умберто Дрей (Umberto Drei), Анджело Бриньоле (Angelo Brignole), Армандо Первелли (Armando Peverelli), Витторио Росселло (Vittorio Rossello), Ольмио Биззи (Olimpio Bizzi), Фермо Камеллини (Fermo Camellini), Альдо Баито (Aldo Baito), Энцо Беллини (Enzo Bellini), Итало Де Дзан (Italo De Zan) и Фаусто Коппи.
Для оторвавшейся группы благоприятные условия создал закрывшийся для пелотона железнодорожный переезд, и за 117 километров до финиша в Варацце, отрыв продолжает ехать в темпе, который задают Коппи и Росселло. Многие гонщики не работают, а едут «пассажирами». Тем не менее Баито и Камеллини в Челле-Лигуре совершают атаку, и через 6 километров, на контрольной отсечке в Савоне, добиваются более минутного преимущества над группой отрыва, и двухминутного над пелотоном. Побережье встретило гонщиков солнцем и практически безветрием, что позволило держать хорошую скорость.
В Капо Меле (Capo Mele) Коппи проводит индивидуальную атаку, оставив позади Росселло и Камеллини. В то же время упал Баито, а его велосипед слетел в канаву у обочины дороги.
Коппи выкладываясь наращивал темп, и, за 36 километров до финишной черты, в Капо Берта (Capo Berta), добился трёхминутного отрыва. По словам Коппи после гонки он признался, что его самочувствие было очень плохим, однако это не помешало ему получить на финише в Сан-Ремо пятиминутное преимущество. Росселло стал вторым, а Камеллини финишировал третьим.

## Результаты
| \| Генеральная классификация \| Генеральная классификация \| Генеральная классификация \| Генеральная классификация \| Генеральная классификация \| \| Гонщик \| Гонщик \| Команда \| Время \| \| \| ------------------------- \| ------------------------- \| ------------------------- \| ------------------------- \| ------------------------- \| \| 1-й \| Фаусто Коппи \| Bianchi \| 7ч 33' 20 \| \| \| 2-й \| Витторио Росселло \| Legnano-Pirelli \| + 5' 17 \| \| \| 3-й \| Фермо Камеллини \| \| + 5' 17 \| \| \| 4-й \| Олимпио Бицци \| \| + 8' 55 \| \| \| 5-й \| Итало Де Дзан \| \| + 8' 55 \| \| \| 6-й \| Серджио Маджини \| \| + 8' 55 \| \| \| 7-й \| Джордано Коттур \| Wilier Triestina \| + 8' 55 \| \| \| 8-й \| Бернард Готье \| Mercier-Hutchinson \| + 8' 55 \| \| \| 9-й \| Энцо Беллини \| \| + 8' 55 \| \| \| 10-й \| Марио Вичини \| Bianchi \| + 8' 55 \| \| |                   |                    |           |
| |                   |                    |           |
| |                   |                    |           |
| Генеральная классификация |                   |                    |           |
| Гонщик | Гонщик            | Команда            | Время     |
| 1-й | Фаусто Коппи      | Bianchi            | 7ч 33' 20 |
| 2-й | Витторио Росселло | Legnano-Pirelli    | + 5' 17   |
| 3-й | Фермо Камеллини   |                    | + 5' 17   |
| 4-й | Олимпио Бицци     |                    | + 8' 55   |
| 5-й | Итало Де Дзан     |                    | + 8' 55   |
| 6-й | Серджио Маджини   |                    | + 8' 55   |
| 7-й | Джордано Коттур   | Wilier Triestina   | + 8' 55   |
| 8-й | Бернард Готье     | Mercier-Hutchinson | + 8' 55   |
| 9-й | Энцо Беллини      |                    | + 8' 55   |
| 10-й | Марио Вичини      | Bianchi            | + 8' 55   |